# (7318) Dyukov
(7318) Dyukov (1969 OX) – planetoida z grupy pasa głównego asteroid okrążająca Słońce w ciągu 4,23 roku, w średniej odległości 2,61 j.a. Odkryta 17 lipca 1969 roku.